# Сако и Ванцети (филм, 1971)
Sacco e Vanzetti (на български: Сако и Ванцети) е филм от 1971 г., режисиран от Джулиано Монталдо, с участието на Джан Мария Волонте и Рикардо Кучола. Филмът разказва истинската история на Никола Сако и Бартоломео Ванцети, двама италиански анархисти, емигрирали в Съединените американски щати в началото на XX век.
1920 г., Съединени американски щати: след бомбен атентат, приписван на анархисткото движение и никога не доказан, множество италианци са арестувани. Сако и Ванцети са задържани по обвинения във въоръжен грабеж и убийство. Процесът, макар да подчертава тяхната невинност, в същото време показва волята на американските власти да извършат жест на политическо отмъщение, като осъдят двамата италиански анархисти на смърт по образцов начин.
Многобройните мобилизации на местната общност, не само италианската, и многобройните освободителни комитети няма да са от полза. Ванцети напразно изпраща молба за помилване, като впоследствие се разкайва и възхвалява смелостта на Сако, който, като не се примири с молбата за помилване, ще даде пълно свидетелство за собствената си невинност. Сако и Ванцети ще умрат на електрическия стол.

## Продукция
Филмът използва един от най-известните саундтраци на Енио Мориконе. Заключителната песен Here's to You, изпята от Джоан Баез, се превъръща в химн на поколенията.
Режисьорът се сеща да направи филм за двамата италиански анархисти, след като е видял театралното представление Italsider във фабрика в Генуа от Роли и Винченцони, поставено от компанията Attori Associati и режисирано от Джанкарло Сбрагия.

## Дестрибуция
Представен в конкурса на 24-тия филмов фестивал в Кан, той печели наградата за най-добро мъжко изпълнение на Рикардо Кучиола. Розана Фратело получава Сребърна лента за нейната интерпретация на ролята на Роза Сако.
Саундтракът е композиран, оркестриран и дирижиран от Енио Мориконе и съдирижиран от Бруно Николай. Всички песни са оригинални композиции и някои от тях са композирани в сътрудничество с американската певица и текстописец Джоан Байз.
Саундтракът на филма е събран и издаден през 1971 г. в албума Sacco and Vanzetti, продуциран от UNIDIS.

## Трак лист
- Надежди за свобода – 2:32
- Баладата на Сако и Ванцети, част 1 – 5:05
- В затвора – 2:09
- Баладата на Сако и Ванцети, част 2 – 5:25
- Чувалът и синът – 1:54
- Надежди за свобода (#2) – 0:48
- В затвора (#2) – 2:41
- Баладата на Сако и Ванцети, част 3 – 6:29
- Свобода в надежда – 2:07
- И трябва да умра – 3:04
- Чувалът и синът (#2) – 1:50
- Електрическият стол – 2:03
- Свобода в надежда – 1:20
- Ето за теб – 3:10

## Политически отглас
Филмът, според свидетелството на неговия режисьор, значително е допринесъл за историческата и морална реабилитация на двамата в Съединените американски щати: когато – на 23 август 1977 г., когато се навършват 50 години от тяхната екзекуция – губернаторът на Масачузетс Майкъл Дукакис официално признава на публична церемония съдебната грешка и злобата на магистратите, режисьорът Джулиано Монталдо е „поканен на реабилитацията, защото е допринесъл за това“.
В изданието, разпространено на видеозаписи и по телевизията, липсва главната реплика на Ванцети, преди да седне на електрическия стол, „Аз съм невинен“.

## Реставрация
Филмът е реставриран от Cineteca di Bologna, Istituto Luce-Cinecittà и Rai Cinema през 2017 г.

## Награди
- 1971 – Филмов фестивал в Кан. Награда за най-добър актьор (Рикардо Кучола)
- 1972 – Сребърна лента. Най-добър актьор (Рикардо Кучола), Най-добра нова актриса (Розана Фратело), Най-добър резултат (Енио Мориконе)